# Eumannia syriaca
Eumannia syriaca là một loài bướm đêm trong họ Geometridae.